# Bienal Internacional de Arte de Gotemburgo

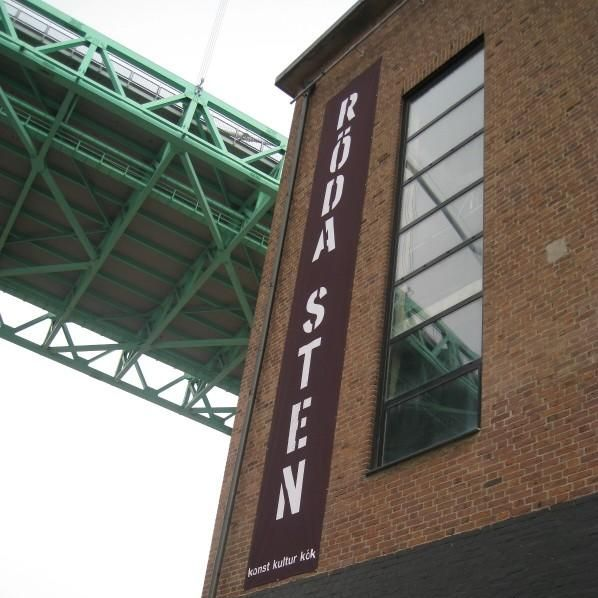
A Casa de Arte da Röda Sten, debaixo da Ponte de Alvsburgo

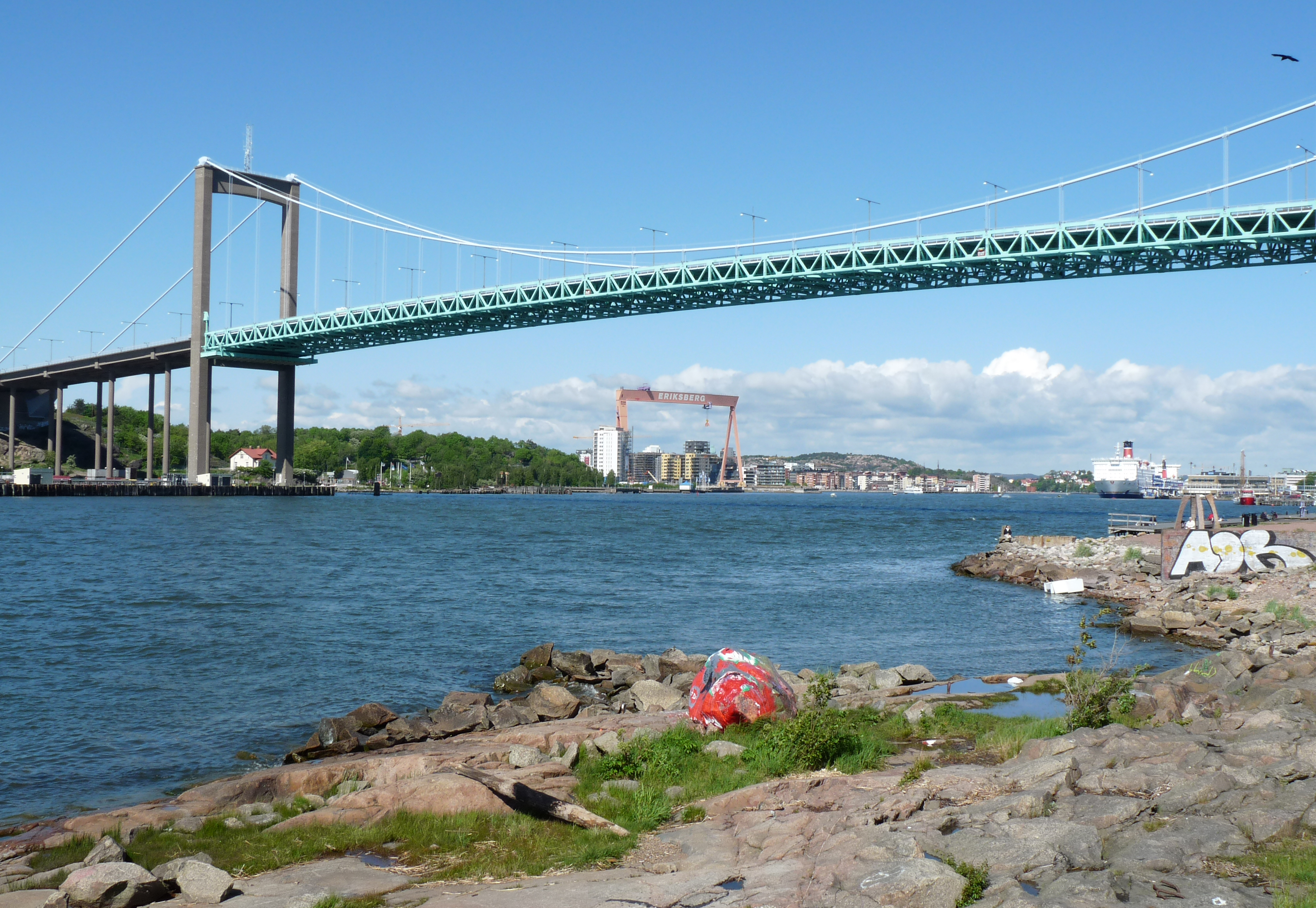
A Röda Sten - Pedra Vermelha - e a Ponte de Alvsburgo

A Bienal Internacional de Arte de Gotemburgo (em sueco: Göteborgs Internationella Konstbiennal) é uma exposição de arte contemporânea internacional, realizada de dois em dois anos na cidade de Gotemburgo, na Suécia. Desde 2016, é organizada pela Casa de Arte da Röda Sten (Röda Sten  konsthall), localizada junto ao pilar sul da Ponte de Alvsburgo. O evento é apoiado economicamente por várias instituições, como p.ex. o Município de Gotemburgo e o Condado da Gotalândia Ocidental.

## Bienal de 2011
- Tema: Pandemonium: Art in a Time of Creativity Fever
- Curador: Sarat Maharaj
- Local principal:
  - Casa de Arte da Röda Sten
- Outros locais:
  - Konsthall
  - Museu de Arte de Gotemburgo
  - Museu da Bohuslän
- Data: 10 de setembro a 13 de novembro